# Фертёд
Фертёд (венг. Fertőd) — город в медье Дьёр-Мошон-Шопрон в Венгрии.
Население — 3453 человека (2010). Площадь города — 48,56 км². Плотность населения — 71,11 чел./км².
В городе находится известный дворец Эстерхази, прозванный «Венгерским Версалем». Другие достопримечательности города — неоготическая церковь святого Андрея и церковь святого Креста.
Город Фертёд, как и вся Венгрия, находится в часовом поясе, обозначаемом по международному стандарту как Central European Time (CET). Смещение относительно UTC составляет +1:00 (CET, зимнее время) / +2:00 (CEST, летнее время), так как в этом часовом поясе действует переход на летнее время.
Почтовый индекс — 9431. Телефонный код — (+36)99.

## Галерея
- Дворец Эстерхази
- Церковь св. Андрея

## Население
| Год  | Численность | Численность |
| ---- | ----------- | ----------- |
| 2013 | 3344        | [ 3 ]       |
| 2014 | 3320        | [ 4 ]       |
| 2015 | 3360        | [ 5 ]       |
| 2021 | 3353        | [ 6 ]       |
| 2022 | 3323        | [ 7 ]       |
| 2023 | 3332        | [ 8 ]       |
| 2024 | 3406        | [ 1 ]       |

## Города-побратимы
- Дюрбхайм, Германия